# Schweizer Theaterpreis

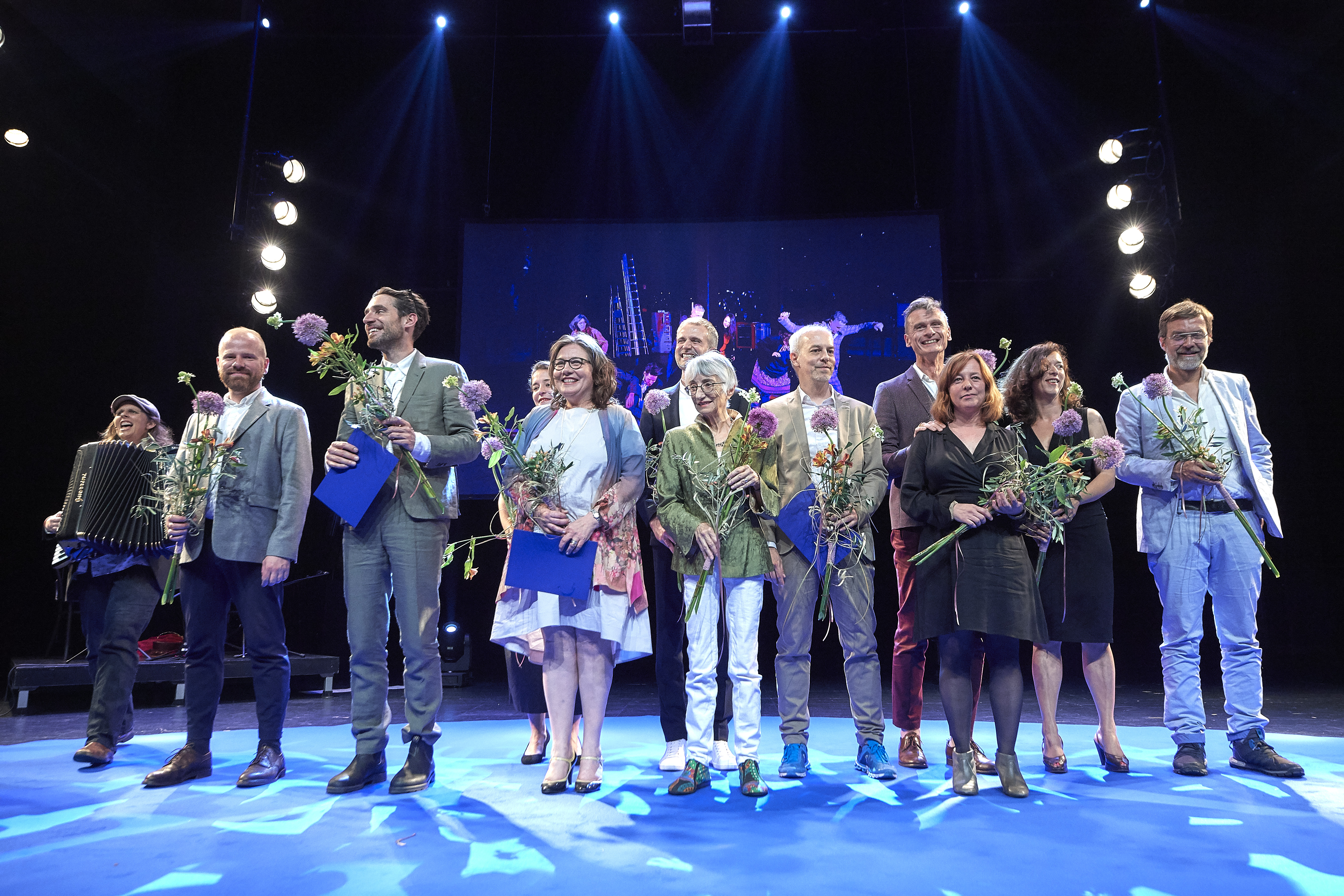
Verleihung der Schweizer Theaterpreise 2019

Der Schweizer Theaterpreis wurde von 2014 bis 2020 vom Bundesamt für Kultur verliehen. Er wurde an Personen oder Institutionen vergeben, die sich um das vielfältige Theaterschaffen der Schweiz verdient gemacht haben. Darunter wurden auch künstlerische Leistungen im Schauspiel und in der Regie geehrt. Die Auszeichnungen waren mit je 30'000 Franken für Personen und 50'000 Franken für Institutionen dotiert.
Die Jury bestand aus neun Mitgliedern, die auf zwei Jahre gewählt wurden, wobei die maximale Amtszeit sechs Jahre betrug. Der letzte Präsident der Jury war bis 2020 Gianfranco Helbling, der Direktor des Teatro Sociale in Bellinzona. Die Jurymitglieder sollten über einen breit gefächerten beruflichen Hintergrund verfügen, die verschiedenen Landesregionen der Schweiz vertreten und ferner viele Facetten des Theaters, Trends und weitere Felder wie die Theaterpädagogik oder die Kleinkunst als Sparte der darstellenden Künste repräsentieren.
Die erste Preisverleihung fand am 22. Mai 2014 im Rahmen des 1. Schweizer Theatertreffens im Theater Winterthur statt; zwei Auszeichnungen wurden in der Kategorie Herausragende Schauspielerin/Herausragender Schauspieler und fünf weitere Preise an Personen bzw. Institutionen vergeben. 
2016 wurde die Kategorie Herausragende Schauspielerin/Herausragender Schauspieler in die Theaterpreise integriert. Damit sollte eine weitere Konzentration der Preise erfolgen, gleichzeitig aber auch innerhalb dieser Kategorie verschiedene künstlerische Leistungen im Theaterschaffen wie Schauspiel, Regie, Bühnenbild usw. gewürdigt werden. 
2021 wurden die Schweizer Tanzpreise und die Schweizer Theaterpreise zusammengeführt und seitdem jährlich als Schweizer Preise Darstellende Künste in einer gemeinsamen Veranstaltung verliehen.

## Preisträger
- 2014
  - Nikola Weisse (Herausragende Schauspielerin)
  - Fabienne Hadorn (Herausragende Schauspielerin)
  - Massimo Furlan (Künstler)
  - Beatrix Bühler / auawirleben
  - Milo Rau (Regisseur, Theaterautor, Essayist und Wissenschaftler)
  - Cristina Castrillo (Schauspielerin, Pädagogin, Autorin und Regisseurin)
  - junges theater basel
- 2015
  - Brigitte Rosset (Herausragende Schauspielerin)
  - Robert Hunger-Bühler (Herausragender Schauspieler)
  - Maya Bösch (Leiterin der Genfer Compagnie sturmfrei)
  - Autorenförderprojekt Dramenprozessor
  - Karl’s kühne Gassenschau (Varieté-Theatergruppe)
  - Margherita Palli (Bühnenbildnerin)
- 2016
  - Barbara Frey (Regisseurin)
  - Jean-Quentin Châtelain (Schauspieler)
  - Germain Meyer (Theatervermittler)
  - 400asa (Künstlergruppe)
  - Junges Theater Graubünden
- 2017
  - Margrit Gysin (Puppenspielerin)
  - Marielle Pinsard (Schauspielerin und Regisseurin)
  - Valérie Poirier (Autorin und Regisseurin)
  - Dominik Flaschka & Roman Riklin (Musiktheaterrealisatoren)
  - Trickster-p (Künstlerduo Cristina Galbiati and Ilija Luginbühl)
- 2018
  - wildwuchs (Festival Basel)
  - Gabi Bernetta (Produktionsleiterin)
  - Oscar Gómez Mata (Schauspieler und Regisseur)
  - Anne Bisang (Regisseurin und Theaterleiterin)
  - Ruedi Häusermann (Musiker, Komponist und Regisseur) & Kapelle Eidg. Moos
- 2019
  - Thom Luz (Regisseur, Musiker und Bühnenbildner)
  - Dominic Huber (Bühnenbildner und Regisseur)
  - Bettina Stucky (Schauspielerin)
  - Vania Luraschi (Theatermacherin)
  - François Gremaud (Schauspieler und Regisseur) und seine 2b company
- 2020
  - Kathrin Bosshard (Puppenspielerin)
  - Sylvie Kleiber (Architektin und Szenografin)
  - Boris Nikitin (Regisseur, Autor, Essayist und Programmmacher)
  - Mats Staub (Künstler)
  - Théâtre du Loup (Compagnie)